# Bjarne Stroustrup
Bjarne Stroustrup (IPA: ['bjɑːnə 'sdʁʌʊ̯ˀsdʁɔb] (Aarhus, Dánia, 1950. december 30.) számítógéptudós, jelenleg[mikor?] a Texas A&M Egyetem informatikai karának tanszékvezető egyetemi tanára (College of Engineering  Chair Professor of Computer Science).

## Munkássága
A C++ programozási nyelv kifejlesztésével vált ismertté. Stroustrup ezt így fogalmazta meg: „Feltaláltam a C++-t, megírtam az első definíciókat, és létrehoztam az első implementációt [...] kiválasztottam és megfogalmaztam a C++ tervezési kritériumait, megterveztem a nyelv fő képességeit, és felelős voltam a nyelv kiterjesztését érintő javaslatok elbírálásáért a C++ szabványosítási bizottságban.” Emellett Stroustrup írta a C++ nyelvet bemutató, angolul The C++ Programming Language címen megjelent alapművet (magyarul a Kiskapu Kiadó jelentette meg 2001-ben „A C++ programozási nyelv” címmel). A könyvet két alkalommal kellett átdolgozni, a C++ bizottság által elfogadott, a nyelvet kibővítő javaslatok alapján.
Egy 2010-es interjúban Stroustrup kifejtette, hogy a C++ elődjét, a C nyelvet elavultnak érezte, ezért kezdett neki a C++ kidolgozásának. Véleménye szerint ma már arra lenne szükség, hogy a C-t és a C++-t egyesítsék, és a programozók egységes nyelven tudjanak dolgozni.

## Végzettsége, tevékenysége
Stroustrup 1975-ben a dániai Aarhus Egyetemen szerzett diplomát matematika–számítástechnika szakon. 1979-ben kapta meg doktori (PhD.) fokozatát az angliai Cambridge-i Egyetem számítástudományi szakán. Ezt követően az amerikai AT&T távközlési vállalat kutatási részlegénél (AT&T Labs) dolgozott a nagyarányú programozási kutatási részlegen (Large-scale Programming Research ), egészen 2002-ig. 2004-ben megválasztották az amerikai Nemzeti Műszaki Akadémia tagjának.
2002-től 2014-ig a Texasi A&M Egyetem professzora, a számítástudományi tanszék vezetője volt.
2014 januártól 2022 áprilisig a Morgan Stanley technológiai részlegénél technológiai vezetője és ügyvezető igazgatója (MD) volt New Yorkban és számítástechnikai vendég professzor a Kolumbia Egyetemen (Columbia University).
2022 júliusától főállású professzor a Kolumbia Egyetemen.

## Kitüntetései

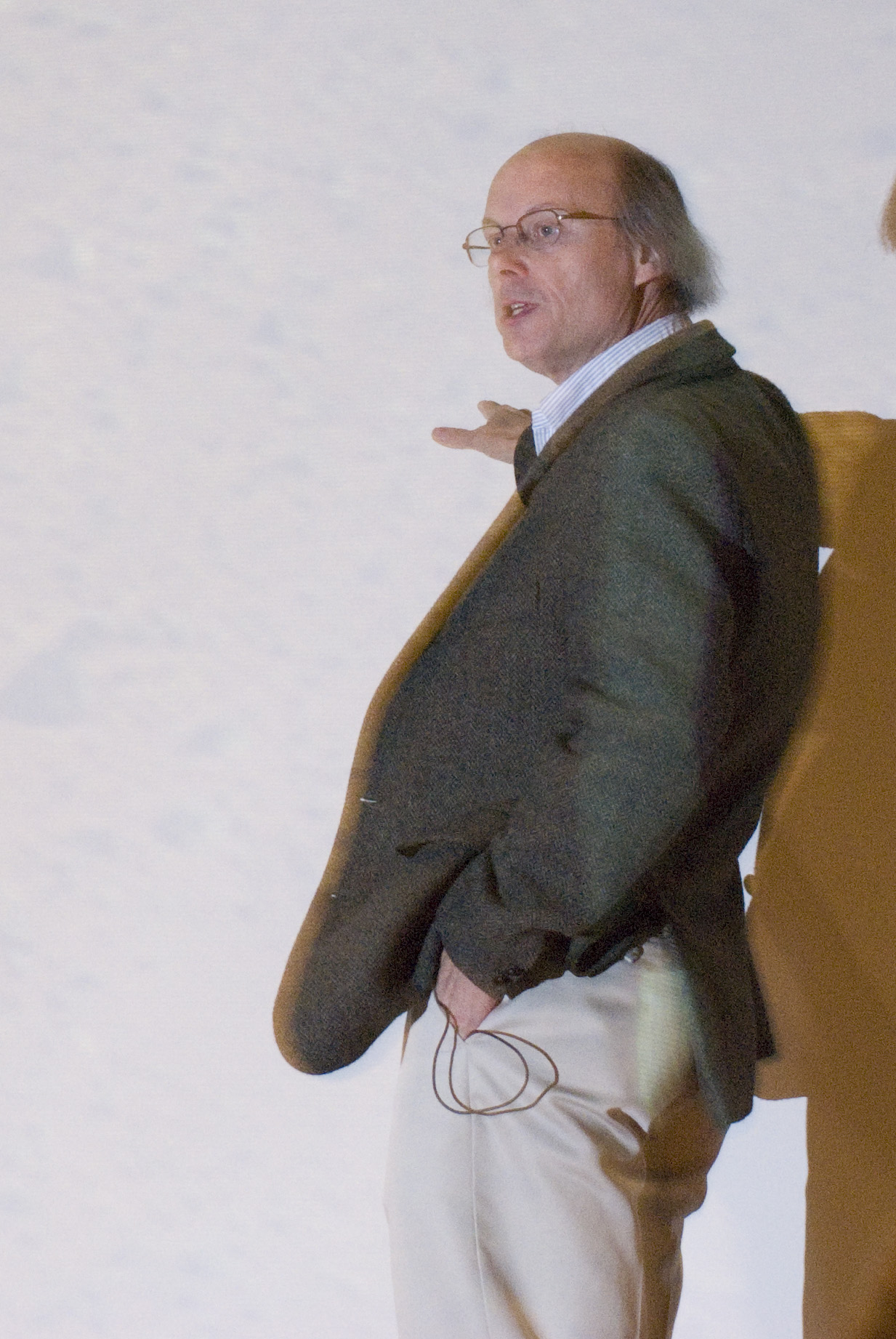
Bjarne Stroustrup beszédet mond a Kent Állami Egyetemen 2007-ben.

- 1992 – Az "Association for Computing Machinery" által alapított Grace Murray Hopper-díj
- 2004 – IEEE Computer Society – az év számítástechnikai vállalkozója (Computer Entrepreneur Award)
- 2005 – William Procter-díj a tudományos eredményeiért
- 2008 – A Dr. Dobb's Journal számítástechnikai magazin díja a programozás terén elért eredményekért (Excellence in Programming award)

## Könyvek
- Programming: Principles and Practice Using C++ by Bjarne Stroustrup – Addison-Wesley Professional; 1 edition (December 29, 2008); ISBN 0-321-54372-6
- The C++ Programming Language by Bjarne Stroustrup – Addison-Wesley Pub Co; 3rd edition (February 15, 2000); ISBN 0-201-70073-5
- The Design and Evolution of C++ by Bjarne Stroustrup – Addison-Wesley Pub Co; 1st edition (March 29, 1994); ISBN 0-201-54330-3
- The Annotated C++ Reference Manual by Margaret A. Ellis & Bjarne Stroustrup – Addison-Wesley Pub Co; (January 1, 1990); ISBN 0-201-51459-1

### Magyarul
- A C++ programozási nyelv, 1-2.; ford. Balázs Iván József et al.; Kiskapu, Bp., 2001